# イスタンブール歴史地域
イスタンブール歴史地域（イスタンブールれきしちいき、トルコ語: İstanbul'un Tarihi Alanları）は、トルコ最大の都市イスタンブールの旧市街にある歴史的建造物群に設定されたユネスコの世界遺産リスト登録物件（文化遺産）。日本では「イスタンブール（の）歴史地区」などとも表記される。

## 概要
イスタンブール歴史地域は、4世紀以来東ローマ帝国の帝都コンスタンティノポリス（英語名コンスタンティノープル）が、15世紀からはオスマン帝国の帝都イスタンブール（別名コスタンティニエ）が位置した、現在のイスタンブールの旧市街地区に設定されている。
この町はアジア州のアナトリア半島とヨーロッパ州のバルカン半島を隔てるボスポラス海峡のヨーロッパ側にある半島に位置し、海峡を抜けて北に出れば黒海、南に抜ければエーゲ海に至る海上交通の要衝でもある。
紀元前7世紀頃、このイスタンブール旧市街地区に最初の都市をつくったのはギリシャ人入植者たちで、彼らの建てたビュザンティオンは旧市街のある半島の先端にあった。最古の城壁は、遺跡公園地区の北部、現在のトプカプ宮殿の城壁にアヤソフィアのあたりを加えた程度の広さしかなかった。古代ギリシアが古代ローマに組み込まれるとビュザンティオンもローマ都市となり、3世紀には城壁のすぐ側にヒッポドローム（競馬場）が建設された。
330年、ローマ帝国のコンスタンティヌス1世はローマに代わる首都としてビュザンティオンを選び、コンスタンティノポリスと改名。従来の城壁の2km西にコンスタンティヌスの城壁が築かれ、市域を大幅に拡張してローマに匹敵する大都市を建設した。
同じ世紀の末にはローマ帝国の東西分裂によって東ローマ帝国（ビザンツ帝国）の首都となり、ヴァレンス水道橋（378年完成）やハギア・ソフィア大聖堂（537年竣工）などの、現存する優れた建造物が次々に建設された。413年にはテオドシウスの城壁が完成、市域をコンスタンティヌスの城壁からさらに西に2km伸ばし、堅固な城壁と海によって囲まれ、壮麗な宮殿と数百にも及ぶ教会が立ち並ぶ大都市コンスタンティノポリスが完成する。その人口は東ローマ帝国の盛衰にともなって上下するが、大城壁の堅い守りによって、1204年の十字軍による攻略まで外敵による占領を受けることはなかった。
1453年のコンスタンティノポリス陥落によって東ローマ帝国が最終的に滅ぶと、新たな支配者であるオスマン帝国は、ハギア・ソフィア大聖堂やパントクラトール修道院付属教会、城壁近くのコーラ修道院などのキリスト教の教会をモスクに転用した。このとき、モザイクの壁画は漆喰に塗りこめられたので、かえって20世紀に漆喰がはがされるまで無事に保存されることになる。
また、古代ビュザンティオン市の跡地にトプカプ宮殿が造営され、16世紀にはビザンティン建築の精華を十分に吸収したムスリム（イスラム教徒）の建築家ミマール・スィナンによってスレイマニエ・モスクなど、すぐれたトルコ・イスラム建築が建てられた。17世紀にはハギア・ソフィア大聖堂あらためアヤソフィア・モスクと並ぶようにスルタンアフメト・モスク（通称ブルー・モスク）が建設されるなど、モスクのミナレットと大ドームが林立するイスタンブール歴史地域の美しい景観がはぐくまれていった。
イスタンブールはオスマン帝国の繁栄のもと都市化が進み、市街地は城壁や海を越えて広がっていった。古くからの市街は19世紀以降、人口稠密な旧市街地区となっていき、政府機能も市街の外に離れる。
しかし、かつての宮殿やモスクはよく保存され、20世紀に成立したトルコ共和国のもとで保存と修復、公開が行われている。トルコは1923年から始めた旧市街整備の際には、旧市街に幹線道路を通して文化財の損壊を招いたこともあったが、その後の整備はそうした反省に立って行われている。
現在では世界中から旅行者を引き寄せる大観光地となり、旧刑務所をホテル、旧病院を高級レストランに転用するなど、一部の歴史的建造物の活用も行われている。

## 登録経緯
トルコは1972年のユネスコ総会で採択された世界遺産条約を1982年に批准、翌1983年に官報に掲載して発効した。
トルコは自国からの第1号の世界遺産候補として文化遺産の「イスタンブール歴史地域」と「ディヴリーイの大モスクと病院」、複合遺産の「ギョレメ国立公園とカッパドキアの岩窟群」の3物件を推薦し、いずれも1985年の第9回世界遺産委員会で世界遺産リストに登録された。

## 登録基準
この世界遺産は世界遺産登録基準のうち、以下の条件を満たし、登録された（以下の基準は世界遺産センター公表の登録基準からの翻訳、引用である）。
- (1) 人類の創造的才能を表現する傑作。
- (2) ある期間を通じてまたはある文化圏において、建築、技術、記念碑的芸術、都市計画、景観デザインの発展に関し、人類の価値の重要な交流を示すもの。
- (3) 現存するまたは消滅した文化的伝統または文明の、唯一のまたは少なくとも稀な証拠。
- (4) 人類の歴史上重要な時代を例証する建築様式、建築物群、技術の集積または景観の優れた例。

紀元前7世紀以来の歴史的都市であるイスタンブール旧市街の歴史地区は、537年に竣工し1500年近くにわたって災害や戦乱による破壊を免れてきたアヤソフィアをはじめとする歴史的建造物を現在に伝えている。また、古代ギリシア、古代ローマ、ビザンティン文化の遺産と、トルコ・イスラム文明の精華が積み重なり、ミマール・スィナンをはじめとする多文化に属する優れた建築家たちの作品が含まれている。

## イスタンブール歴史地域の主な歴史的建造物
「イスタンブール歴史地域」は登録名の areas / zones が複数形になっている通り、以下の4つの保護地区から成り立っている。
1. 遺跡公園地区
  - イスタンブール市エミノニュ区スルタンアフメト地区、旧ビュザンティオン市のあったトプカプ宮殿の丘を中心に設定された地区。もっとも多くの建造物が集中している。
2. スレイマニエ・モスクと付属保護地区
  - エミノニュ区ベヤズト地区の丘の上にあるスレイマニエ・モスクを中心に設定された地区。
3. ゼイレク・モスク（旧パントクラトール教会）と付属保護地区
  - ヴァレンス水道橋そばのゼイレク・モスクを中心に設定された地区。ファーティフ区のウンカパヌ地区にあたり、スレイマニエ・モスクの丘からみて谷間を挟んだ西にあたる。
4. イスタンブール大城壁地区
  - 5世紀初頭にテオドシウス帝によって建設された大城壁に沿って旧市街の外周に設定された地区。

### 遺跡公園地区（スルタンアフメト地区）

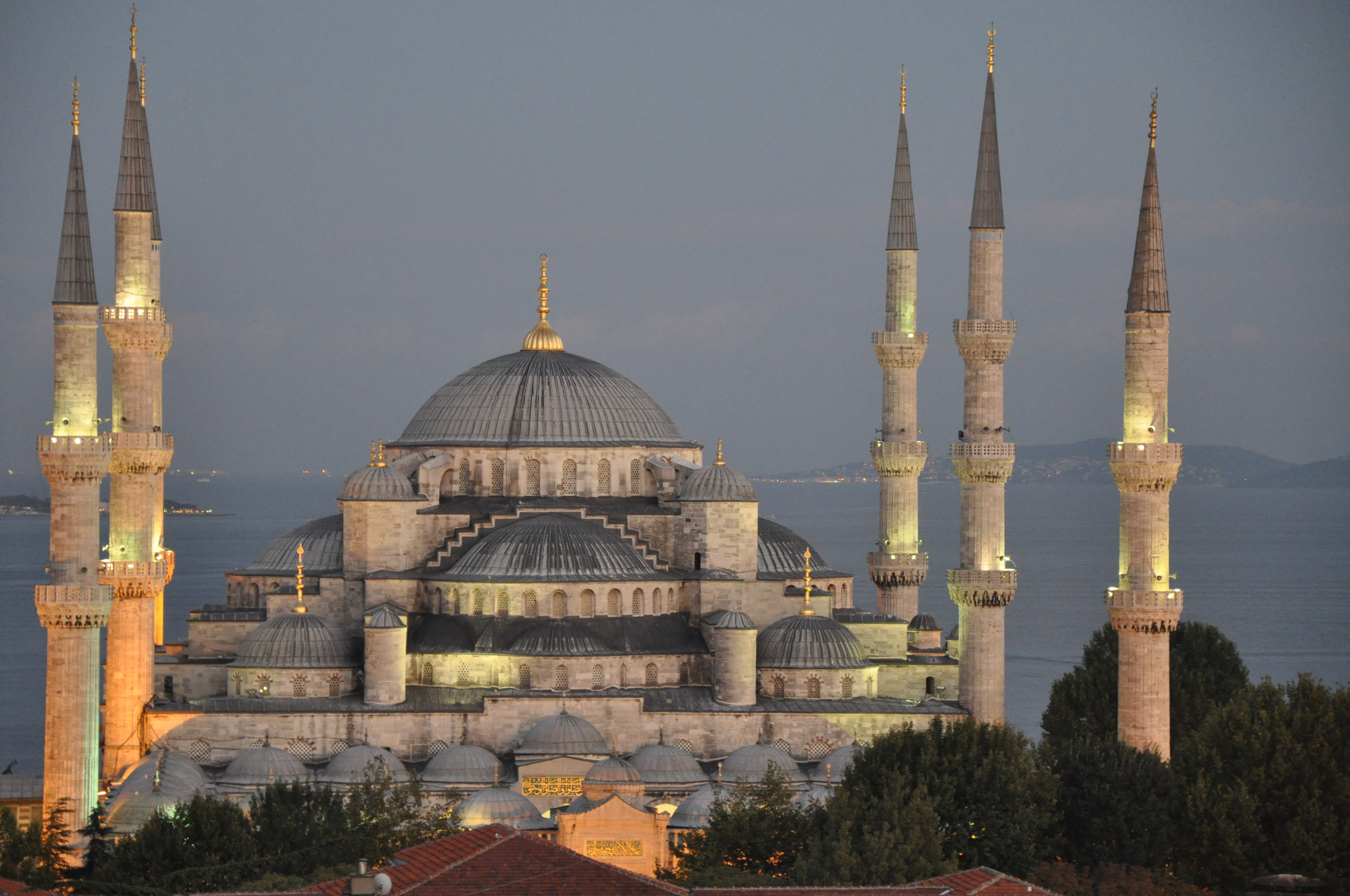
スルタンアフメト・モスク

トプカプ宮殿
15世紀から19世紀までオスマン帝国の君主が居住した宮殿。旧ビュザンティオン市のアクロポリスがあった旧市街の半島の先端の丘に位置する。かつては宮殿を取り囲む城壁の傍らにアヤソフィア・モスクがあり、この地区で帝国の政治と公的行事が執り行われていた。数百年にわたって増築を繰り返された宮殿建築が残る。

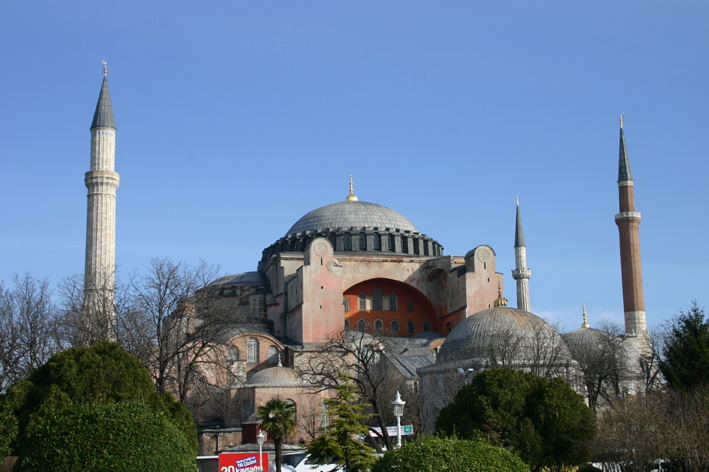
アヤソフィア
360年建設、537年再建のキリスト教の大聖堂。15世紀からのオスマン帝国時代にはモスクに転用され、20世紀に無宗教の博物館に変えられた。再建時以来の直径31mの大ドームとモザイク画、モスク時代に付け加えられた4本のミナレットをはじめとするモスクとしての装飾が残る。
アト・メイダヌ
古代ローマ都市ビュザンティオンの競馬場の跡地。現在の名前はトルコ語で「馬の広場」を意味し、4世紀にエジプトから持ち込まれて競馬場の中心に据えられたオベリスクが現存する。3世紀に建設され、東ローマ帝国時代には「パンとサーカス」を通じて皇帝とコンスタンティノポリスの市民が触れ合い、時に反乱の勃発地となる政治の場であった。オスマン帝国時代には公園化され、イスラム教の祝祭でパレードに用いられた。
スルタンアフメト・モスク
1616年にアフメト1世が建設させたモスク。アヤソフィアの南隣、アト・メイダヌの東隣に位置し、一帯の地名、スルタンアフメトの由来となっている。6本のミナレットと直径27.5mの大ドームをもち、数万枚のイズニク製タイルによって青く輝くことから「ブルー・モスク」の通称で広く知られている。
地下宮殿
スルタンアフメト地区の地下に広がるローマ時代の貯水池。コリント式の円柱で支えられた広大な地下空間で、ヴァレンス水道橋を通じて市街のはるか西の郊外の水源地から引かれた水がたくわえられた。円柱の基部として、ビュザンティオン時代のものと思われるメデュサの巨像の頭部が使われていることでも有名である。

### スレイマニエ・モスク地区
スレイマニエ・モスク
オスマン帝国の最盛期を築いたスレイマン1世が建築家ミマール・スィナンに命じて造らせたモスク。1557年竣工。オスマン建築の最高傑作のひとつで、大ドームの頂点の高さは53mに達する。周辺には病院などの複合施設群をもち、商業施設の収入で礼拝堂と慈善施設の経営が行われる仕組みとなっていた。

### ゼイレク・モスク地区
ゼイレク・モスク
モッラー・ゼイレク・モスクともいう。12世紀に建設されたキリスト教のパントクラトール修道院の付属教会をモスクに転用したもの。3つの教会と聖堂の複合建造物で、一部は現在もそのままモスクとして利用されているが、世界遺産として現在修復中で、観光地としての整備が進められている。

### 大城壁地区

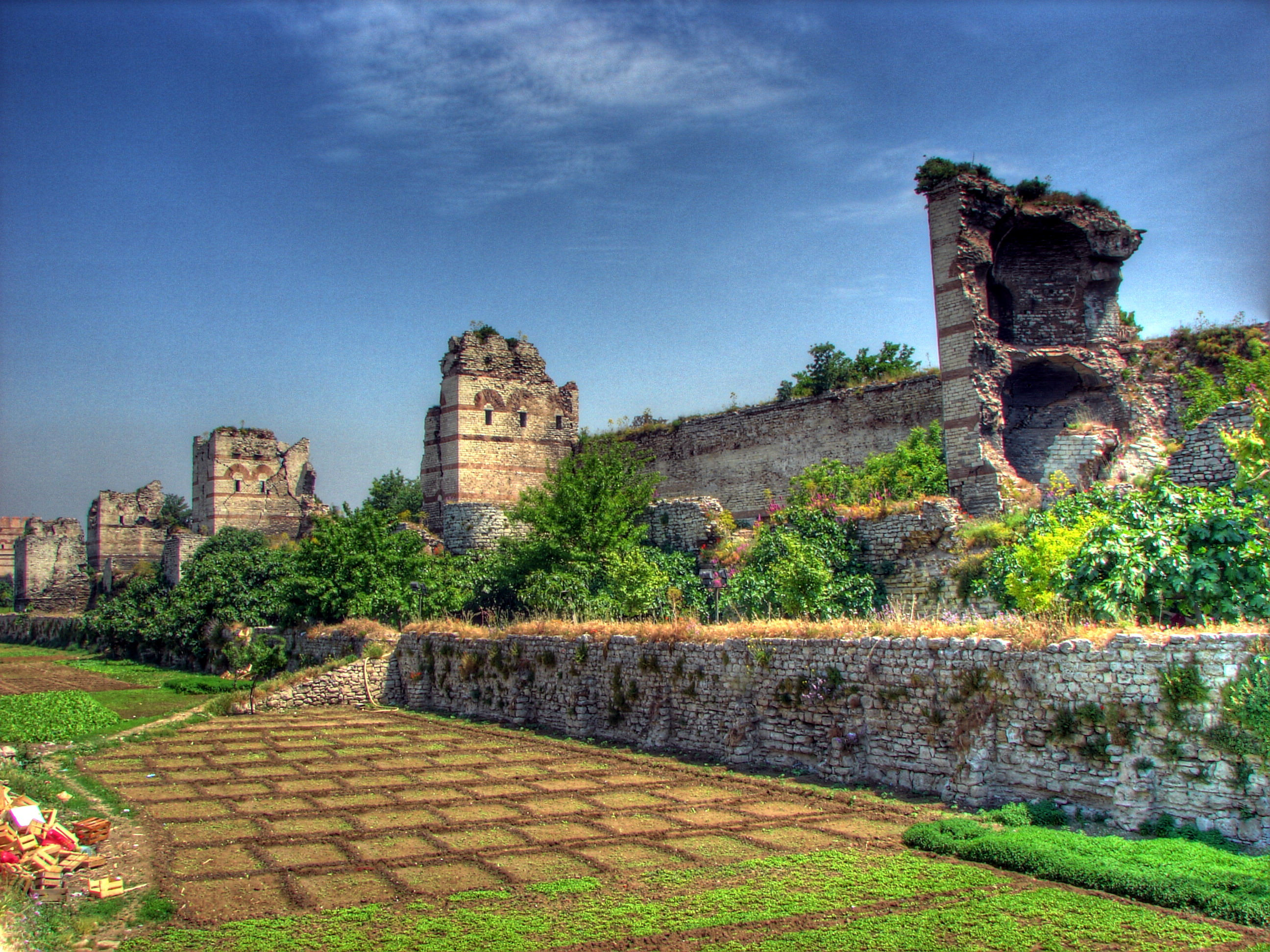
テオドシウスの城壁
5世紀初頭にテオドシウス2世の治世に建設され、イスタンブール旧市街を完全に内側に覆いつくしている大城壁。かつては内壁と外壁の二重構造の上、外側には堀がめぐらされ、さらに一定の間隔で塔が建設されて外敵からコンスタンティノポリスを完全に防御した。現在は荒廃が進んでいるが、大部分は城壁の原形を十分に保っている。
カーリエ博物館
城壁のすぐそばにある歴史的建造物。5世紀にコーラ修道院として建てられ、オスマン帝国時代はカーリエ・モスクとしてモスクに転用されていたが、20世紀に漆喰の裏から14世紀頃に描かれたモザイク画が発見され、アヤソフィアと同じように無宗教の博物館として一般公開された。細密に描かれたモザイク画やフレスコ画はビザンティン美術の最高傑作のひとつと言われる。